# 凤凰街道 (广州市)
凤凰街道，是中华人民共和国广东省广州市天河区下辖的一个乡镇级行政单位。

## 行政区划
凤凰街道下辖以下地区：
渔沙坦社区、柯木朗社区、凤凰社区和高塘石社区。

## 交通

### 地铁
█广州地铁6号线：柯木塱站、高塘石站